# RotoR
RotoR ist eine instrumentale, progressive Stoner-Rock-Band aus Berlin, die 1998 gegründet wurde. Die Gruppe entwickelte einen eigenständigen und zumeist rein instrumental arrangierten Stil. Einflüsse der Stoner-Rock-Begründer Kyuss, besonders auf den sehr basslastigen Sound, sind unverkennbar, werden aber durch unkonventionelle Songstrukturen, häufige Rhythmus- und Taktwechsel und dem vermehrten Einsatz von Hall- und Delayeffekten in eine neue Richtung weiterentwickelt. In den Jahren ihres Bestehens erregte die Band vor allem als Liveband, aber auch durch positive Plattenkritiken viel Aufmerksamkeit.
Die vier Bandmitglieder waren oder sind auch in zahlreichen anderen Bandprojekten aktiv, zum Beispiel in der Doom-Band Shepherd, in der Jazz-Band Nemo, in der Rockband ORWO6, in der Metal-Band Android Empire oder in dem experimentellen Improvisationsprojekt Niagara Gain.

## Diskografie
- 2000 – HAL 9000 (Split 10″ mit The Stillborn)
- 2001 – 1 (CD/Vinyl 2002)
- 2003 – B.E.A.P. - Tour 2003 Single (Split-7″ mit Drive By Shooting/Stone Dudes)
- 2005 – 2 (CD/Vinyl)
- 2005 – B.E.A.P. - Tour 2005 Single (Split-10″ mit Drive By Shooting/Stone Dudes)
- 2007 – 3 (CD/Vinyl)
- 2010 – 4 (CD/Vinyl)
- 2011 – Festsaal Kreuzberg (CD/Vinyl, Kompilation, live, Aufnahme vom 14. November 2009)
- 2015 – 5 (CD/Vinyl)
- 2018 – 6 (CD/Vinyl)
- 2023 - 7 (CD/Vinyl)